# Forestport
Forestport es un pueblo ubicado en el condado de Oneida en el estado estadounidense de Nueva York. En el año 2000 tenía una población de 1,692 habitantes y una densidad poblacional de 8.5 personas por km².

## Geografía
Forestport se encuentra ubicado en las coordenadas 43°28′22″N 75°10′4″O / 43.47278, -75.16778.

## Demografía
Según la Oficina del Censo en 2000 los ingresos medios por hogar en la localidad eran de $34,455 y los ingresos medios por familia eran $39,352. Los hombres tenían unos ingresos medios de $30,119 frente a los $25,060 para las mujeres. La renta per cápita para la localidad era de $18,494. Alrededor del 8.9% de la población estaban por debajo del umbral de pobreza.